# خورشیدرخشان‌تباران
خورشیدرخشان‌تباران (به لاتین: Heliantheini) یکی از دو تبار است که زیرخانواده خورشیدیان (Lesbiinae) از خانواده مگس‌مرغان را تشکیل می‌دهد. تبار دیگر این زیرخانواده خورشیدفرشته‌تباران است.
نام غیررسمی «درخشنده» برای این گروه پیشنهاد شده‌است زیرا شامل سردهٔ خورشیدرخشان‌ها است که نُه گونه با نام مشترک «درخشنده» دارد.
این تبار شامل ۵۳ گونه است که در ۱۴ سرده تقسیم می‌شوند.

## فهرست گونه‌ها
- Genus Haplophaedia
  - Greenish puffleg, Haplophaedia aureliae
  - Buff-thighed puffleg, Haplophaedia assimilis
  - Hoary puffleg, Haplophaedia lugens
- سرده Eriocnemis (12 species, possibly one recently انقراض)
- سرده منگوله‌دم شگفت‌انگیز – marvelous spatuletail
- سرده Aglaeactis
  - خورشیدپرتو درخشان, Aglaeactis cupripennis
  - خورشیدپرتو سینه‌سفید, Aglaeactis castelnaudii
  - خورشیدپرتو پشت‌ارغوانی, Aglaeactis aliciae
  - خورشیدپرتو کلاه‌سیاه, Aglaeactis pamela
- سرده  Lafresnaya 
  - سینه‌مخملی کوهی, Lafresnaya lafresnayi
- سرده Ensifera
  - مگس‌مرغ نوک‌شمشیری Ensifera ensifera
- سرده Pterophanes
- سرده Boissonneaua
  - Chestnut-breasted coronet, Boissonneaua matthewsii
  - Buff-tailed coronet, Boissonneaua flavescens
  - Velvet-purple coronet, Boissonneaua jardini
- سرده Coeligena
  - Bronzy Inca, Coeligena coeligena
  - Brown Inca, Coeligena wilsoni
  - Black Inca, Coeligena prunellei
  - Collared Inca, Coeligena torquata
    - Gould's Inca, Coeligena torquata inca

  - White-tailed starfrontlet, Coeligena phalerata
  - Golden-bellied starfrontlet, Coeligena bonapartei
    - Golden starfrontlet, Coeligena bonapartei eos

  - Blue-throated starfrontlet, Coeligena helianthea
  - Buff-winged starfrontlet, Coeligena lutetiae
  - Violet-throated starfrontlet, Coeligena violifer
  - Rainbow starfrontlet, Coeligena iris
  - Dusky starfrontlet, Coeligena orina
- سرده دم‌پارویی پاپر – booted racket-tail
- سرده  Urosticte 
  - Purple-bibbed whitetip, Urosticte benjamini

- - Rufous-vented whitetip, Urosticte ruficrissa
- سرده خورشیدرخشان‌ها
  - سینه‌جواهری, Heliodoxa aurescens
  - درخشنده سینه‌فندقی, Heliodoxa rubinoides
  - درخشنده پیشانی‌بنفش, Heliodoxa leadbeateri
  - درخشنده ابرومخملی, Heliodoxa xanthogonys
  - درخشنده گلوسیاه, Heliodoxa schreibersii
  - درخشنده گلوصورتی, Heliodoxa gularis
  - درخشنده پره‌حنایی, Heliodoxa branickii
  - درخشنده شهبانو, Heliodoxa imperatrix
  - درخشنده تاج‌سبز, Heliodoxa jacula
- سرده  Clytolaema  – یاقوتی برزیلی